# 하디 노루지
하디 노루지(1985년 6월 22일 ~ 2015년 10월 1일, 페르시아어: هادی نوروزی, Hadi Norouzi)는 이란의 전 축구 선수로, 포지션은 공격수였다.

## 경력
2000년 여름에 페르세폴리스 아카데미 U-19 클럽에 입단하면서 데뷔했다. 2005년에 파사르가드 페헤란으로 이적했고 2006년에는 파즈르 세파 테헤란으로 이적했다. 2007년에 다마시 로레스탄으로 이적하면서 페르세폴리스 아카데미 U-21 클럽을 떠나게 된다.
2008년에 페르세폴리스 성인 팀에 입단했고 2008-09 이란 프로리그에서는 주로 교체 출전했다. 2010-11 이란 프로리그 시즌에서는 도움왕에 오르는 영예를 안았고 2013년 여름에는 페르세폴리스와의 계약을 2년 연장했다. 2013년 11월 26일에는 1년 동안 나프트 테헤란으로 임대 이적했고 2014-15 이란 프로리그 시즌 시작과 함께 페르세폴리스로 복귀했다.
2015-16 이란 프로리그 시즌에서는 페르세폴리스의 주장을 맡았으나 2015년 10월 1일에 심장 마비로 사망했다. 2015년 10월 2일에는 아자디 스타디움에서 하디 노루지를 추모하는 행사가 거행되었는데 페르세폴리스의 라이벌 팀인 에스테글랄 팬들도 동참했다. 이란 축구 국가대표팀은 아랍에미리트 훈련 캠프에서 하디 노루지를 추모하는 행사를 거행했으며 2015년 10월 3일에는 하디 노루지의 장례식이 거행되었다. 하디 노루지의 유해는 그의 고향인 마잔다란주 바볼에 안장되었다.

## 수상
페르세폴리스
- 하즈피 컵 2회 우승 (2009-10, 2010-11), 1회 준우승 (2012-13)